# 広橋賢光
広橋 賢光（ひろはし まさみつ、1855年9月29日（安政2年8月19日）- 1910年（明治43年）3月21日）は、明治期の官僚、政治家、華族。貴族院伯爵議員。

## 経歴
山城国京都で権大納言・広橋胤保の第三子として生まれる。父の死去に伴い1876年12月5日、家督を相続。1884年7月7日、伯爵を叙爵した。
1876年、内務省に入省。以後、参事院議官補、法制局参事官、福岡県書記官、同第一部長、内務書記官、内務省参事官、同地理局長、内閣記録局長兼文事秘書官、宮内省調査局長、帝室制度調査局御用掛などを歴任。
1882年、伊藤博文の憲法調査に随行してヨーロッパ各国を訪問し、1883年に帰国した。
1890年7月10日、貴族院伯爵議員に選出され、1897年7月9日まで在任した。

## 栄典
- 1882年（明治15年）3月11日 - 勲六等単光旭日章[6]
- 1888年（明治21年）12月26日 - 勲五等瑞宝章[7]
- 1894年（明治27年）12月26日 - 勲四等瑞宝章[8]
- 1900年（明治33年）12月20日 - 勲三等瑞宝章[9]
- 1907年（明治40年）2月11日 - 旭日中綬章[10]

## 親族
- 妻 牧野きく（父：牧野善次郎）[11]
  - 長男 広橋真光（伯爵・内務官僚・千葉県知事）[1]
- 兄 藤波言忠（藤波教忠養子）[1]
- 妹 鍋島榮子（鍋島直大の妻）[1]